# 鎏金

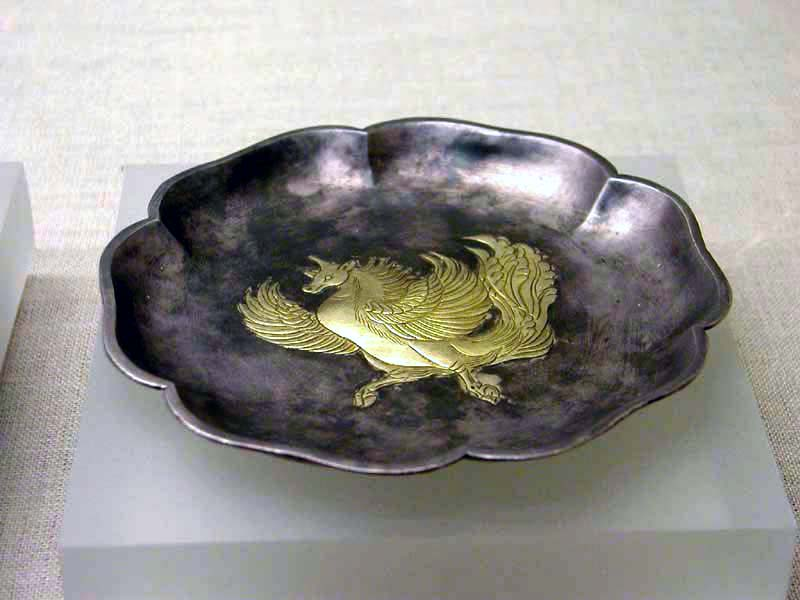
唐鎏金飞廉纹六曲银盘，8世纪，西安市南郊何家村出土

鎏金，又稱黃塗、金塗、火鍍金、飛金，是一種銅器裝飾工藝，用來在金屬表面加上金層。鎏金不同於包金和貼金。鎏金層比貼金更耐用、厚實、滋潤，而包金也有其獨特的製作手法。缺點是鎏金過程使用到有毒的汞。以同樣的方法可以鎏銀。
工藝法是將金溶於水銀之中，形成金泥，塗於銅或銀表面加溫，使水銀蒸發，金就附在器物表面上，稱為鎏金。

## 方法
1. 先打磨清洗要鎏金的銅器、銀器等表面，除去油脂、氧化物等污物。
2. 然後将金与汞混合，金汞比例大致為1:6，形成液体合金（金汞齊）。
3. 塗抹在表面。
4. 無煙炭火温烘烤令汞蒸發，剩下金層。
5. 然後打磨使之光亮。

## 歷史
早在春秋戰國之交已有鎏金器，鎏金工藝更在明清邁向鼎盛。